# Hans Huebmer
Hans Huebmer (* 18. Jänner 1897 in Wien; † 20. Oktober 1984 in Vöcklabruck) war ein österreichischer Journalist, Sachbuchautor und Pressereferent der Vorarlberger Landesregierung.

## Schriften (Auswahl)
- Österreich 1933-1938. Der Abwehrkampf eines Volkes. Österreichischer Verlag, Wien 1949. Zugl. Dissertation an der Universität Freiburg, 1948.
- Von gestern bis morgen. Von Menschen und Ländern. West-Verlag, Bregenz 1949.
- Dr. Otto Ender. Vorarlberger Verlagsanstalt, Dornbirn 1957.[1]
- Am Kreuzungspunkt der Weltgeschichte. Von der Frühzeit zur Atom- und Weltraumzeit. Inn-Verlag, Innsbruck 1958.
- Zwischen Eskimo und Igoroten. Steyler Verl. Buchhandlung, Kaldenkirchen 1961.
- Österreich-Ungarns Balkanpolitik vor dem Ersten Weltkrieg. Russ [in Komm.], Bregenz 1964.